# Duque de Coislin

Armas do Ducado de Coislin

Duque de Coislin é um título nobiliárquico usado em França, a partir de 1663, por Armand du Cambout, 2º marquês de Coislin, Par de França, neto paterno de um primo direito do Cardeal-Duque de Richelieu, e pelos seus descendentes.
O marquesado de Coislin, que em 1663 dá origem ao Ducado do mesmo nome, é erigido a partir da reunião dos senhorios de Cambout, Coislin e de Quilly, do senhorio de Campbon et da baronia de Pontchâteau, e criado a favor de Charles du Cambout, barão de Pontchâteau, primo direito do Cardeal de Richelieu, em 1634, como recompensa dos serviços de seu irmão e da sua ajuda na captura em 1634 e aniquilamento em 1635 do seu genro, imposto pelo poderoso primeiro-ministro, o Duque de Puylaurens. 
Todos os duques de Coislin eram pares de França.

## Barões de Pontchâteau
- François du Cambout, cerca de (1542-12.10.1625), senhor de Cambout, de Merionec, de Chef-du-Bois, de Beçay, conselheiro de Estado, Privado do rei de França, cavaleiro da Ordem de São Miguel de França, grande-caçador de França, reformador das águas e florestas da Bretanha, capitão e governador da cidade e do castelo de Nantes, camareiro do Duque de Alençon, gentilhomem da câmara real. Primeiro barão de Pontchâteau na sua família, comprou esta baronia em 1586 a Charles de Chambes, conde de Montsoreau, pela qual prestou preito e menagem ao rei de França em 1599.
- Henry du Cambout, morreu novo, 2º barão de Pontchâteau, filho do anterior.
- François du Cambout ( † 1650), filho do 1º marquês de Coislin, abaixo, destinado à vida eclesiástica, desistiu e foi depois 4º barão de Pontchâteau. Partiu um ombro no cerco de Aire, em 1641, aonde morreu seu irmão.

## Marqueses de Coislin
- Charles du Cambout (1577 - castelo de Coislin † 4 de Março de 1648 - castelo de La Brétesche, sepultado na igreja de Missillac),

irmão do anterior, senhor e depois 1º marquês de Coislin, 3º barão de  Pontchâteau, barão de La Roche-Bernard, senhor de Cambout, Quilly, Launequien, Bossignol, Blais, e Chef-du-Bois, conselheiro de Estado e privado do Rei, cavaleiro da Ordem do Espírito Santo, governador da vila e do castelo de Brest, lugar-tenente da Baixa-Bretanha, presidente da Assembleia da Nobreza bretã na sua qualidade de barão daquela  província em 1624, deputado pela Nobreza aos Três Estados (Cortes) da Bretanha em 1625, etc.
- Pierre-César du Cambout (c. 1613 - † 28 de Julho de 1641 - au siège d'Aire), 2º marquês de Coislin, conde de Crécy, coronel-mor dos Guardas Suiços e Grisões, lugar-tenente dos Exércitos Reais. Assinalou-se em várias ocasiões, principalmente na passagem do Reno em Mogúncia, na retirada de Veudres, e nas tomadas de Hesdin e de Arras.

## Duques de Coislin
- Armand du Cambout (Paris, 1.09.1635-16.09.1702), 3º marquês e, posteriormente, 1º duque de Coislin (pela junção em 1665 do marquesado de Coislin com o condado de Crécy e o senhorio de Brignan), com honras de Par de França, conde de Crécy, 5º barão de Pontchâteau, barão de La Roche-Bernard, senhor de Brignan, mestre-de-campo-general da cavalaria ligeira francesa, lugar-tenente dos Exércitos Reais na Baixa Bretanha, Prevot de Paris, sócio da Academia Francesa em 1652, decano da mesma, cavaleiro da Ordem do Espírito Santo, filho do anterior.
- Pierre du Cambout (23.08.1655 - 7.05.1710) - 2º duque de Coislin, Par de França, sócio da Academia Francesa (1702-1710), filho do anterior. Casado sem geração.
- Henri Charles du Cambout (1664-1732), Bispo-Príncipe de Metz, príncipe do Sacro Império, 3º duque de Coislin, Par de França, barão de La Roche-Bernard, conde de Crécy, cavaleiro da Ordem de São João de Jerusalém, esmoler-mor do Reino, comendador da Ordem do Espírito Santo, sócio da Academia Francesa, presidente dos Estados da Bretanha, irmão do anterior.
- À morte do 3º duque de Coislin, o ducado foi desmembrado. A baronia de Pontchâteau foi então vendida pelos herdeiros do bispo de Metz em 30 de Dezembro de 1743 a Luís José, 2º conde de Menou.